# クルスス・ホノルム
クルスス・ホノルム（ラテン語：Cursus honorum）とは、共和政ローマ期及び初期の帝政ローマ期の、政治的な野心を持ったローマ人（主に名門のノビレス（貴族）階級者が対象）が、最高の官位であった執政官（コンスル）に就任するまでの取るべき進路のことを指す。日本語では「名誉のコース」「名誉のキャリア」などと訳される。

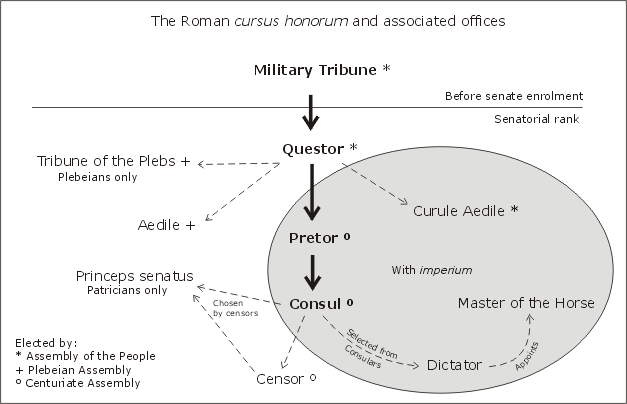

## 概要
クルスス・ホノルムの対象となる政務官（magistratus）としては、コンスル以外にプラエトル（法務官）、クァエストル（財務官）、アエディリス・クルリス（上級按察官）が含まる。プレブス（平民）出身者の場合はアエディリス・プレベイウス（平民按察官）となり、これら以外に護民官が該当する。 
各政務官には、被選挙権を得るための最低年齢が定められた上で、同一公職に連続で就任するのも法律で禁止され、また間隔も定められていた。しかし共和政ローマ末期の内乱の一世紀の頃には、これらの規則は空文化し、例えばガイウス・マリウスは紀元前104年から紀元前100年まで5年連続でコンスルの地位を保っている。
なお、古代ローマで各政務官はいずれも無報酬であったため、クルスス・ホノルムを目指すには相応の資産背景と家柄が必要となった。ノウス・ホモで執政官まで登りつめた人物として、ガイウス・マリウスやマルクス・トゥッリウス・キケロらがいる。
恐らく紀元前367年のリキニウス・セクスティウス法以降、政務官経験者が元老院入りする流れが出来上がったと考えられており、カンナエの戦い後の元老院議員補充の際には、まずパトリキの政務官経験者から補充され、足りない分をプレブスから登用している。紀元前150年までにはクァエストルが登竜門とされ、プレブスのクァエストル以上の経験者でも議員になる資格を得たと考えられている。
紀元前180年に護民官ルキウス・ウィッリウスが定めた法によって初めて政務官立候補者の年齢制限が提起され、その頃には政務官の序列が確定していたと考えられているが、それ以前には確固とした制限や序列があったわけではなかった。紀元前3世紀中頃あたりからコンスル経験者がプラエトルに就任する例がなくなることから、紀元前2世紀までにはこの階梯が出来上がっていった事がうかがわれ、またプレブスに関しても同じ頃に護民官→平民按察官→プラエトルの序列が出来上がったと考えられる。
ウィッリウス法（Lex Villia）では、政務官の最低年齢を執政官が43歳、プラエトルが40歳、アエディリス・クルリスが37歳と定め、各政務官の任期終了後、次の政務官選出まで2年のインターバルが定められた。また、スッラの定めたコルネリウス法（Lex Cornelia de magistratibus）では、クァエストル→プラエトル→執政官の序列が決定された。

## 例
クルスス・ホノルムの一例を以下にあげる。
- ガイウス・テレンティウス・ウァロ
  - クァエストル（紀元前222年）→アエディリス（紀元前221年、紀元前220年）→プラエトル（紀元前218年）→コンスル（紀元前216年）
- マルクス・ポルキウス・カト・ケンソリウス（大カト、紀元前234年 - 紀元前149年）
  - クァエストル（紀元前204年）→アエディリス（紀元前199年）→プラエトル（紀元前198年）→コンスル（紀元前195年）
- 後に終身独裁官となったガイウス・ユリウス・カエサル（紀元前100年頃 - 紀元前44年）
  - クァエストル（紀元前69年）→アエディリス（紀元前65年）→プラエトル（紀元前63年）→コンスル（紀元前59年）